# 密封件
密封件是防止流体或固体微粒从相邻结合面间泄漏以及防止外界杂质如灰尘与水分等侵入机器设备内部的零部件的零件。 

## 种类
1. 接触式密封
  1. 唇形密封圈：靠弯折了的橡胶弹力和附加的环形螺旋弹簧的扣紧作用套在轴上起到密封作用。
  2. 密封环：靠缺口被压拢后所具有的弹性而抵紧在静止件的内孔壁上，从而起到密封作用。
2. 非接触式密封
  1. 隙缝密封：半径间隙0.1~0.3的隙缝，对使用脂润滑的轴承有一定密封效果。
  2. 甩油密封：轴上的沟槽可以把欲向外流失的油沿径向甩开，再经集油腔及油孔流回。
  3. 曲路密封：分径向曲路和轴向曲路。为避免旋转片和固定片接触，通常采用径向曲路。[2]